# Guarany Sporting Club
Pour les articles homonymes, voir Guarani.
Maillots
Dernière mise à jour : 9 février 2012.
Le Guarany Sporting Club est un club brésilien de football basé à Sobral dans l'État du Ceará.
Le club joue ses matchs au Stade de Junco.

## Palmarès
- Campeonato Brasileiro Série D :
  - Champion : 2010

- Championnat du Ceará de deuxième division :
  - Champion : 1967, 1999, 2005, 2008